# Anna Chandy

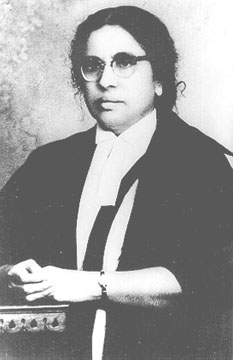
Anna Chandy

Anna Chandy (Malayalam അന്ന ചാണ്ടി; * 5. April 1905 in Thiruvananthapuram, Travancore; † 20. Juli 1996 in Kerala) war die erste Richterin Indiens und die erste High Court Richterin des Britischen Weltreichs.
Anna Chandy, auch Anna Chandi geschrieben, stammte aus einer syrisch-christlichen Familie im Königreich Travancore, Britisch-Indien, heute Kerala. Da sie ihren Vater früh verloren hatte, wuchs sie inmitten von Frauen auf. Die Maharani von Travancore Sethu Lakshmi Bayi förderte gezielt die Bildung von Frauen und öffnete 1927 die Hochschulen für Frauen. Dadurch erhielt Chandy die Möglichkeit am Government Law College Rechtswissenschaft zu studieren. 1929 schloss sie ihr Studium ab und wurde als Rechtsanwältin zugelassen. 1937 wurde sie Richterin am District Munsiff Court. Nicht lange nachdem Indien am 15. August 1947 unabhängig von der britischen Kolonialmacht wurde, bekam Chandy 1948 die Beförderung zur Bezirksrichterin. Am 9. Februar 1959 wird sie dann zur ersten Richterin am Kerala High Court ernannt und behält diese Position bis zu ihrer Pensionierung am 5. April 1967. Sie gab die Frauenzeitschrift Shrimati in der Sprache Malayalam heraus und schrieb ihre Autobiografie, die 1973 mit dem Titel Atmakatha veröffentlicht wurde.
1996 starb Anna Chandy im Alter von 91 Jahren.